# Jezioro Reniferowe
Jezioro Reniferowe (ang. Reindeer Lake, fr. Lac des Rennes) – jezioro pochodzenia polodowcowego w środkowej Kanadzie (prowincje Saskatchewan i Manitoba).
Jezioro zajmuje powierzchnię 6387 km² i stanowi 11. pod względem powierzchni jezioro Ameryki Północnej. Jezioro odwadnia Reindeer River, dopływ rzeki Churchill.
Jezioro otoczone jest tajgą i przez to trudno dostępne, brak dróg. Na jeziorze znajduje się ponad 5500 wysp, większość porasta gęsty las. Zimą zamarza całkowicie. Znajduje się nad nim kilka okresowych osad turystycznych, głównie dla wędkarzy. Na południu jeziora znajduje się głęboka, kolista zatoka o nazwie Deep Bay, będąca kraterem uderzeniowym.